# یک فنجان چای دبش

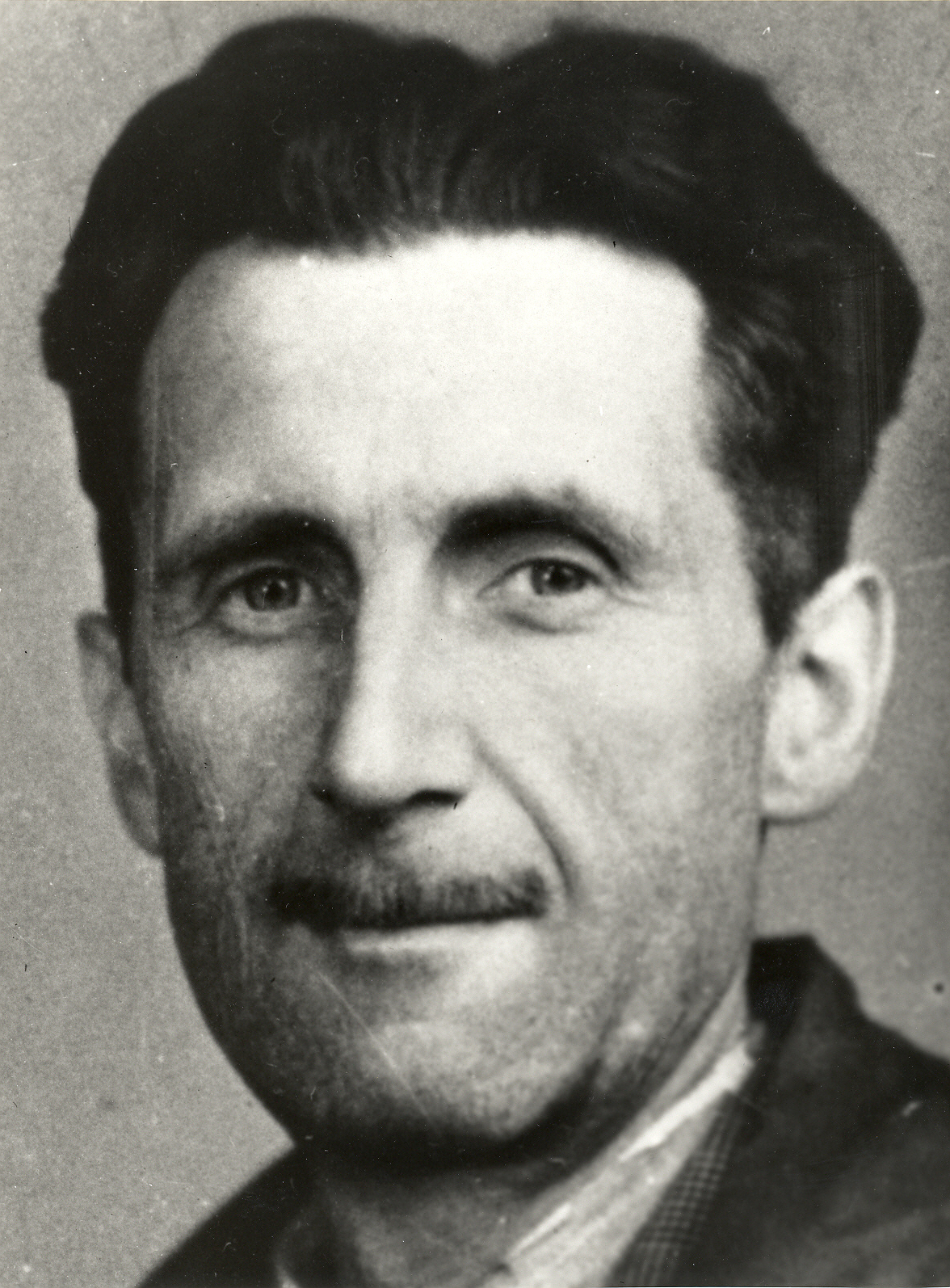
جُرج اُروِل در میان‌سالی

یک فنجان چایِ دِبش، مقاله‌ای از نویسندهٔ انگلیسی جُرج اُروِل است که برای نخستین بار در لُندُن‌ایونینگ‌اِستاندارد در ۱۲ ژانویه ی سالِ ۱۹۴۶ چاپ شد و دربارهٔ ساختِ یک فنجان چایِ روح‌نواز است. اُروِل در این مقاله، دربارهٔ هنرِ ساختِ یک فنجان چای به گفتگو می‌پردازد. از جمله:
وقتی به روشِ خودم برای تهیهٔ یک فنجان چایِ بی‌نقص نگاه می‌کنم، ۱۱ نکتهٔ برجسته و سرنوشت‌ساز می‌بینم که شاید روی دو موردشان توافق همگانی باشد، اما دست‌ِ کم چهار موردِ آن براستی چالش برانگیزند. اینها قوانینِ یازده‌گانهٔ من هستند که تک‌تکشان را طلایی می‌دانم___جُرج اُروِل

## چند نکته
اُروِل در این مقاله یادآور می‌شود که چای را باید تلخ و غلیظ خورد تا بتوان با خوردنِ آن احساسِ خردمندترشدن کرد، ورنه که مزهٔ چای از میان می‌رود و دیگر فرقی با آب‌جوشِ شیرین‌شده نخواهد داشت. همچنین بهترست پیش از ریختنِ آبِ جوش از کتری به قوری، کمی قوری را گرم کرد و آب را همان‌طور که درحالِ جوشیدن است بر روی چای ریخت. یعنی بهتر است قوری را به‌زیرِ کتری که درحالِ جوشیدن است بُرد و نه اینکه کتری را از روی آتش برداریم.